# 黃謙 (成化進士)
黃謙（1442年—？），字撝之，浙江紹興府餘姚縣人，應天府江寧縣匠籍。明朝政治人物。進士出身。

## 生平
應天府鄉試第一百六名。成化八年（1472年）壬辰科會試第九十八名，殿試登進士第二甲第六十九名。

## 家族
曾祖父黃慎言。祖父黃宗可。父亲黃瑨。